# Fiat 126
 (avril 2023).
Si vous disposez d'ouvrages ou d'articles de référence ou si vous connaissez des sites web de qualité traitant du thème abordé ici, merci de compléter l'article en donnant les références utiles à sa vérifiabilité et en les liant à la section « Notes et références ».
La Fiat 126 est une voiture micro-citadine du constructeur automobile italien Fiat, lancée au Salon de l'automobile de Turin en novembre 1972, aux côtés de la dernière version de la 500, la 500R, elle sera produite jusqu'en 2000.
Destinée à remplacer progressivement la Fiat 500, dont elle reprend la plateforme et le moteur bicylindre refroidi par air, elle a connu une carrière extraordinairement longue, certainement une des plus importantes de l'histoire de l'automobile : 28 ans et 4,7 millions d'exemplaires vendus.
Sa commercialisation sur les marchés d'Europe occidentale se termine en 1991, mais restera au catalogue des pays de l'Est jusqu'en 2000. Elle a été fabriquée en Pologne à partir de 1975 sous la marque Fiat Polski 126P puis, à partir de 1992, sous la marque Fiat Poland. C'est la dernière voiture produite par une marque du groupe Fiat équipée d'un moteur placé à l'arrière.

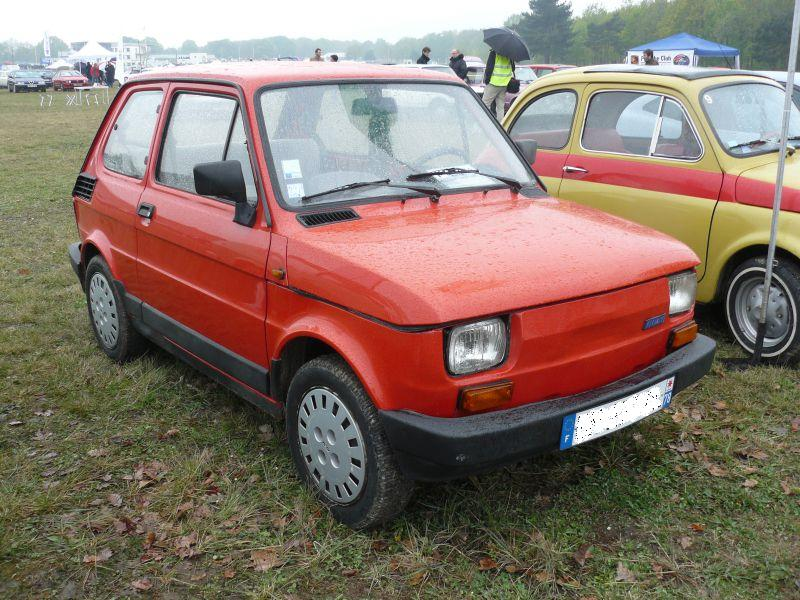
Fiat 126 Bis

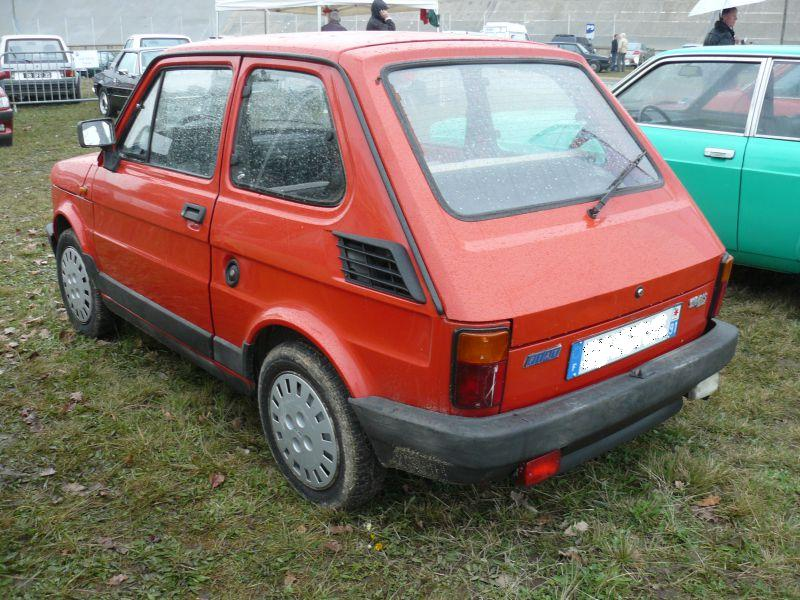
Fiat 126 Bis, vue arrière

## Histoire
La Fiat 126 est une voiture produite sous diverses versions en Italie par FIAT SpA de 1972 à 1979 et en Pologne sous licence par FSM de 1973 à 2000.
- 1972 : Présentation côte à côte des Fiat 126 A et Fiat 500 R au Salon de Turin.
- 1972 : L’usine FSM dédiée à la 126p est construite à Bielsko-Biała, en Pologne.
- 1972 : Étude avancée d'une version Abarth de la FIAT 126, mais malgré de nombreux tests, le projet SE028 ne semble pas aboutir.
- 1973 : Le 6 juillet, la première Polski Fiat 126p est assemblée localement à partir de pièces italiennes le 6 juin 1973. 1.500 exemplaires suivront cette même année.
- 1973: La société autrichienne Steyr-Puch produit une Fiat 126 A avec un moteur légèrement plus puissant. En Angleterre, la FIAT 126 porte le nom de "126 SALOON".
- 1976 : Sortie de la FIAT 126 nommée "Personal" en France et Italie, 126 "Bambino" en Allemagne et en Suisse, et  126 "DeVille" en Angleterre.
- 1977 : La cylindrée du moteur passe de 594 cm3 à 652 cm3. la puissance passe de 23 à 24 ch (17 kW). Sortie en Pologne de la 126p 650 (version standard, avec les variantes 650S, 650L et 650K -  Special, Lux, Konfort).
- 1978 : La production des moteurs 594 cm3 est stoppée.
- 1978 : Séries spéciales 126 "Personal 4 Black" et 126 "Personal 4 Silver".
- 1979 : le 8 juillet 1979, arrêt de la fabrication en Italie, après 1 352 912 unités produites qui se poursuit uniquement dans l'usine de Bielsko-Biała, en Pologne.
- 1980 : Séries spéciales 126 Personal 4 "Red" et 126 Personal 4 "Brown".
- 1981 : La barre de 1 000 000 d’unités produites en Pologne est franchie.
- 1982 : Version 126p 650E (standard, ensuite également les variantes 650ES, 650 EK).
- 1984 : Sortie de la version 126p 650E variante FL. Des changements techniques et esthétiques sont apportés.
- 1987 : Sortie de la version 126 Bis, qui sera vendue en Occident. Moteur bi-cylindre à plat 700 cm3 refroidi par eau positionné plus bas que sur les versions refroidies par air, ce qui laisse un espace pour la création d’un hayon, et d’un coffre de petite contenance.
- 1989 : Série spéciale 126 NIKI, réservée au marché Australien.
- 1991 : Fin de la commercialisation de la 126 Bis sur les marchés d'Europe occidentale. L'usine polonaise continue à fabriquer des 126 refroidies par air. Début de la production de Fiat 126 cabriolet en Pologne.
- 1992 : Le 28 mai, signature de la vente de la société FSM à Fiat Auto Poland.
- 1993 : La barre des 3 000 000 d'unités produites en Pologne est franchie.
- 1994 : Sortie de la 126p EL (Elegant). Changements de carrosserie, intérieur, allumage électronique, etc.
- 1995 : Fin de production des Fiat 126 cabriolet, 500 exemplaires auront été produits pour les pays de l'Est, l'Allemagne et les Pays-Bas, par la société Bosmal, qui vend aussi des kits pour transformer une Fiat 126 classique en cabriolet.
- 1997 : Sortie de la 126p ELX. La voiture reçoit un pot catalytique. Elle sera ensuite successivement nommée  "Maluch", son surnom populaire polonais qui veut dire "le petit", "Town" puis "Happy End".

- 2000 : la fabrication prend fin le 22 septembre 2000 après  3 320 000 unités produites. Une dernière série limitée « Happy End » de couleur jaune ou rouge est produite à 1 000 exemplaires en tout, 500 de chaque.

La production cumulée s’élève à 4 673 655 unités : 1 352 912 en Italie, 3 318 674 en Pologne et 2 069 exemplaires Fiat Steyr 126 en Autriche chez Steyr-Puch.

## Les motorisations
| Modèle | Disponibilité | Moteur                      | Carburant | Cylindrée (cm3) | Puissance       | Couple maxi (N m) | Accélération 0–100 km/h (secondes) | Vitesse maxi (km/h) | Consommation moyenne (l/100 km) |
| ------ | ------------- | --------------------------- | --------- | --------------- | --------------- | ----------------- | ---------------------------------- | ------------------- | ------------------------------- |
| 600    | 1973 à 1977   | Fiat 126A.000 - 2 cyl vert  | Essence   | 589/594         | 16 kW (23 ch)   | 41                | 36,0                               | 110                 | 6,5                             |
| 650    | 1977 à 1987   | Fiat 126A.1000 - 2 cyl vert | Essence   | 652             | 17 kW (24 ch)   | 41                | 39,0                               | 106                 | 6,4                             |
| 700    | 1987 à 1992   | Fiat 126A.2000 - 2 cyl hor  | Essence   | 698/704         | 18,5 kW (26ch)  | 47                | 33,0                               | 116                 | 5,0                             |
| 700    | 1992 à 2000   | Fiat 1170A.000 - 2 cyl hor  | Essence   | 698/704         | 18,5 kW (26 ch) | 50                | 30,0                               | 120                 | 4,6                             |

Nota : la cylindrée du moteur pouvait varier de 5 à 6 cm3 en raison de la fiscalité appliquée dans certains pays comme l'Allemagne.

## Différents modèles
⇒ Les modèles en France :
- Fiat 126 A 
  - 1972 - 1977
  - Moteur bicylindre refroidi par air
  - Cylindrée : 600 cm3
  - Pare-chocs chromés
  - Vitre arrière fixe
  - Capot moteur non renforcé (spécifique)
  - Volant spécifique
  - Entraxe et jante identique au Fiat 500 R
  - Intérieur en général en skaï, ou en skaï et velours (différentes couleurs disponibles)
  - Clignotant avant blanc
  - Option toit ouvrant en toile possible

- Fiat 126 base/personnal (remplaçante du modèle A, proposée sur la même période que la 126 Personal 4)
  - 1977 - 1983
  - Moteur bicylindre refroidi par air
  - Cylindrée : 650 cm3 ou 600 cm3
  - Pare-chocs chromés
  - Vitres arrière fixes
  - Capot moteur renforcé
  - Pas de ceinture de sécurité à l'arrière
  - Entraxe et jante en 4 x 98, avec enjoliveur central en métal peint en noir
  - Intérieur en général en skaï noir uniquement
  - Clignotant avant orange

- Fiat 126 Personal 4 (remplaçante du modèle A, proposée sur la même période que la 126 base/personnal)
  - 1977 - 1987
  - Moteur bicylindre refroidi par air
  - Cylindrée : 650 cm3 ou 600 cm3
  - Pare-chocs en plastique de petite taille, avec gros caoutchoucs latéraux assortis
  - Vitres arrière basculantes
  - Capot moteur renforcé
  - Entraxe et jante en 4 x 98, avec enjoliveur central en métal peint en noir
  - Option toit ouvrant en toile possible
  - Certains modèles disposent d'appuie-tête à l'avant
  - Installation d'une boîte à gants indisponible sur le modèle A
  - Intérieur en tissu, velours, ou moquette, différentes gammes d'intérieur disponibles.
  - Clignotants avant orange
- 4 séries spéciales sur base de Fiat 126 Personnal : Fiat 126 Black et Fiat 126 Silver (03/1979), Fiat 126 Red et Fiat 126 Brown (07/1980)
  - 1979 - 1982
  - Moteur bicylindre refroidi par air
  - Cylindrée : 650 cm3 ou 600 cm3
  - Pare-chocs en plastique de petite taille, avec gros caoutchoucs latéraux assortis
  - Vitres arrière basculantes
  - Capot moteur renforcé
  - Entraxe et jante en 4 x 98, avec enjoliveur central en métal peint en noir
  - Option toit ouvrant en toile possible
  - Modèle mieux fini
  - Couleur spécifique
  - Appuie-tête de série à l'avant
  - Feu arrière spécifique qui se retrouvera uniquement sur se modèle, avec intégration de feu de recul sur les 2 feux arrière.
  - Intérieur en tissu spécifique pour chaque série spéciale, bien que pour certains très proche de certains intérieurs de Personal 4 standard.

- Fiat 126 FSM (variante FL, remplaçante du modèle Personal 4)
  - 1984 - 1988
  - Moteur bicylindre refroidi par air
  - Cylindrée : 650 cm3 uniquement
  - Tissu intérieur gris unique
  - Pare-chocs en plastique revu (grande taille), avec baguette latérale, et gros rétroviseurs
  - Ensemble du tableau de bord revu (gros compteur, soufflerie habitacle revu…)
  - Intérieur en tissu gris unique
  - Feu de recul et feu antibrouillard intégrés au pare-chocs arrière
  - Entraxe et jante en 4 x 98 identique aux modèles précédent, mais enjoliveur central revu

- Fiat 126 BIS (remplaçante du modèle FSM)
  - 1987 - 1992
  - Moteur bicylindre refroidi par eau
  - Cylindrée : 703 cm3
  - Entraxe et jante en 4 x 98, mais les jantes sont maintenant en 13 pouces au lieu de 12. On retrouve ces jantes sur d'autres modèles de la gamme Fiat de l'époque. Adoption d'enjoliveurs au style contemporain, qui cachent l'ensemble de la jante tôle
  - Présence d'un hayon à l'arrière, grâce au moteur à plat, situé sous une trappe
  - Grille d'aération revue également, ainsi que tout l'arrière du véhicule

⇒ Les modèles des préparateurs (introuvables ou presque)
- Fiat 126 Abarth
  - Carburateur spécial avec 2 cornets d'aspiration d'air à l'horizontal
  - Culasse à double entrée
  - Ailes élargies par rajout d'une partie spécifique
  - Jantes en alliage léger
  - Pare-chocs avec bande caoutchoutée
  - Volant Abarth

- Fiat 126 GPA (Giannini)
  - Moteur préparé
  - Sièges plus enveloppant
  - Compteur spécifique intégrant un compte-tours

- Fiat Steyr 126
  - 1973-1975
  - Moteur bicylindre boxer 80 × 64 mm
  - Cylindrée : 643 cm3

- Fiat 126 GR.2 (version officiel rallye d'époque de la "Polski Fiat", en groupe 2. Toujours disponible en réplica.)
  - Arceau cage
  - châssis soudées
  - 2 baquets avec harnais 4 points
  - Extincteur
  - Volant "Monte Carlo"
  - Coupe circuit
  - Lame de ressort, et ressort arrière plus dur
  - Ressort Bilstein
  - Élargissement des passages de roue
  - Roues élargies en 5,5 pouces
  - Pneus en 145 ou 165
  - Disque dur à l'avant possible
  - Cylindrée : 650 cm3 pour 60ch
  - Équipage mobile du moteur équilibré
  - Culasse modifiée (38 mm d'entrée, soupapes d’échappement de 33)
  - Autres modèles de pistons
  - AAC plus performant
  - Échappement groupe 2 en acier inoxydable
  - Embrayage de fiat 127
  - Rapport de boîte court, ou longs au choix : court (135 km/h en pointe), long (160 km/h en pointe)
  - P.S. : www.126group2.fr - Distributeur en France : Garage Massot

L' "Ex-Works Team" situé en Pologne à Bielsko Biala, vous propose 30 ans après de vous préparer une 126, comme à l'époque, homologué FIA, pour le groupe A (ancien groupe 2)
⇒ QUELQUES NOMS DE MODÈLES DESTINES A L’ÉTRANGER (Italie, Angleterre, Allemagne, Pologne, Roumanie, Slovaquie, etc.)
- 126p (Europe de l'Est)
- 126p 650 (Europe de l'Est)
- 126p 650E (Europe de l'Est)
- 126 FL (Europe de l'Est)
- 126 BIS - 700 (Europe de l'Est)
- 126 EL (Europe de l'Est)
- 126 ELX (catalysé) (Europe de l'Est)
- 126 Happy End (modèle de fin de production en Pologne, en 2000)
- 126 saloon (modèle anglais)
- 126 pop (126 cabriolet, reconnaissable à sa découpe de porte spécifique)
- 126 bosmal (126 cabriolet dotée d'un arceau de sécurité, comme sur les 205 CTI, et autre Golf 1 cabrio)

## Développements techniques

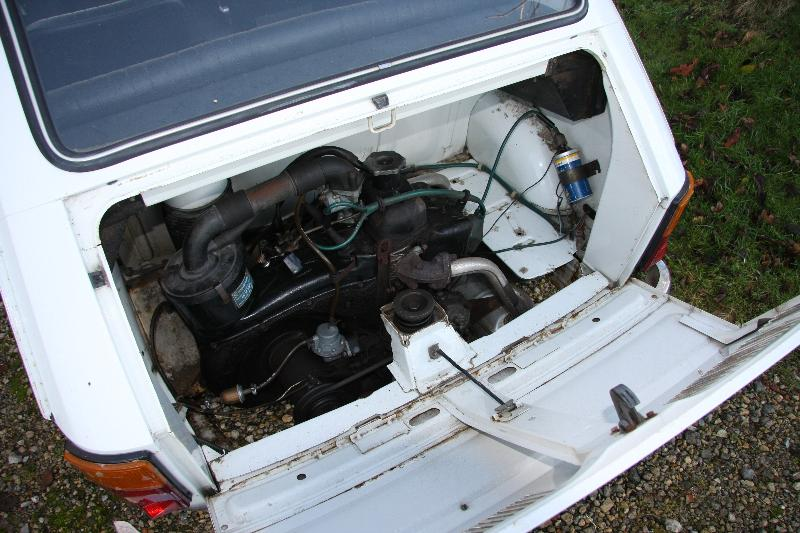
Compartiment moteur d'une Fiat 126. Le moteur est un 594 cc Straight-2.

La Fiat 126 a été conçue pour être équipée, comme sa devancière, la Fiat 500, d'un moteur placé à l'arrière. Mais les bureaux d'études polonais du constructeur italien ont mis au point et construit plusieurs projets  évolués de cette micro-voiture. Entre 1978 et 1981, ils envoyèrent à Turin plusieurs prototypes de 126 à traction avant qui ne connurent aucune suite car Fiat avait déjà avancé dans les études de la Panda, sortie en 1980. Ils proposèrent également une variante tout-terrain et familiale ainsi que la version cabriolet qui elle, sera produite en petite série par Bosmal. Les Polonais ont toujours été très attachés à cette voiture qui leur permit d'assouvir leur soif de liberté de transport pendant presque 30 ans.

## Production en Pologne
Le tableau ci-dessous a été établi avec les informations recueillies dans le livre de Podbielsi "Fiat-Polski 126p Maluch et les données officielles Fiat Poland. Le document de Podbielski ne tenait pas compte des modèles Polski-Fiat 126 Bis fabriqués entre 1987 et 1991 dans l'usine de Tychy.
| Année      | Bielsko-Biała | Tychy   | Total   |  | Année      | Bielsko-Biała | Tychy     | Total     |
| ---------- | ------------- | ------- | ------- |  | ---------- | ------------- | --------- | --------- |
| 06/06/1973 | 1 500         | —       | 1 500   |  | 1987       | 62 505        | 117 805   | 180 310   |
| 1974       | 10 007        | —       | 10 007  |  | 1988       | 63 620        | 82 409    | 146 029   |
| 1975       | 20 015        | 11 512  | 31 527  |  | 1989       | 64 001        | 85 759    | 149 760   |
| 1976       | 21 503        | 60 126  | 81 629  |  | 1990       | 59 849        | 94 228    | 154 077   |
| 1977       | 24 987        | 120 027 | 145 014 |  | 1991       | 47 419        | 70 088    | 117 507   |
| 1978       | 23 955        | 162 681 | 186 636 |  | 1992       | 61 135        | —         | 61 135    |
| 1979       | 27 365        | 177 699 | 205 064 |  | 1993       | 69 549        | —         | 69 549    |
| 1980       | 33 291        | 181 141 | 214 432 |  | 1994       | 49 899        | —         | 49 899    |
| 1981       | 27 228        | 122 269 | 149 497 |  | 1995       | 54 947        | —         | 54 947    |
| 1982       | 33 503        | 122 879 | 156 382 |  | 1996       | 60 418        | —         | 60 418    |
| 1983       | 40 398        | 145 150 | 185 548 |  | 1997       | 47 392        | —         | 47 392    |
| 1984       | 51 729        | 143 296 | 195 025 |  | 1998       | 36 556        | —         | 36 556    |
| 1985       | 58 573        | 138 416 | 196 989 |  | 1999       | 28 444        | —         | 28 444    |
| 1986       | 60 137        | 140 503 | 200 640 |  | 22/09/2000 | 12 411        | —         | 12 411    |
|            |               |         |         |  | Total      | 1 152 325     | 2 166 349 | 3 318 674 |